# Frank Deasy
Frank Deasy (Dublin, ca. 1960 - Glasgow, 17 september 2009) was een Iers scenarioschrijver.
Deasy won voor het scenario van de tv-reeks Prime Suspect een Emmy Award en werd genomineerd voor Looking After Jo Jo en The Grass Arena. Onder zijn ander werk zijn te vermelden onder meer de BBC/HBO mini-reeks, The Passion.
In de periode voor zijn dood aan leverkanker sprak Deasy publiekelijk over zijn lichamelijke conditie. Een optreden in RTÉ Radio 1's Liveline zorgde voor een enorme toename in de aanvragen voor donorcodicils.
Deasy werd geboren in Artane, Dublin. Aanvankelijk werkte hij als kinderverzorger bij de "Eastern Health Board" maar vertrok later naar Glasgow. En daar stierf hij ook aan complicaties bij zijn waarschijnlijk levensreddende levertransplantatie.
- Biblioteca Nacional de España: XX1601145
- Bibliothèque nationale de France: cb14091525j (data)
- Gemeinsame Normdatei: 140967109
- International Standard Name Identifier: 0000 0001 1769 6401
- Library of Congress Control Number: no2008178707
- Nationale Bibliotheek van Tsjechië: xx0150992
- SNAC: w6z61dtp
- Système universitaire de documentation: 16339718X
- Virtual International Authority File: 71599138
- WorldCat: E39PBJxcWKD83vk6PPtcdJmfMP